# Acanthostyles buniifolius
Acanthostyles buniifolius es una especie fanerógama de la familia de las Asteraceae. 

## Descripción
La especie Acanthostyles buniifolius se diferencia de las restantes especies
de Eupatorium por sus hojas polimorfas, unas simples y lineares y otras pinnatisectas con segmentos lineales. Por esta razón, fue trasladada al género Acanthostyles. Es una especie muy interesante para producción de miel.

## Distribución
Es endémica del sur de Bolivia y de Brasil, Uruguay y norte y centro de Argentina, desde Jujuy a Mendoza.
Nombre común: chilca negra

## Taxonomía
Acanthostyles buniifolius fue descrita por Hook. ex Hook. & Arn.) R.M.King & H.Rob.  y publicado en Phytologia 22: 111. 1971.
Etimología
buniifolium: epíteto latino 
Sinonimia
- Eupatorium buniifolius (Hook. ex Hook. & Arn.) R.M.King & H.Rob.
- Eupatorium crithmifolium Griseb.
- Eupatorium pinnatifidum var. virgata (D.Don ex Hook. & Arn.) Baker
- Eupatorium pinnatifissum H.Buek
- Eupatorium pinnatisectum Steud.
- Eupatorium saucechicoense Hieron.
- Eupatorium virgatum D.Don ex Hook. & Arn.[2]